# Килкис
Килки́с (греч. Κιλκίς, болг. Кукуш) — город в Греции. Расположен на высоте 274 метра над уровнем моря на холмах, в 40 километрах к северу от Салоник и в 343 километрах к северу от Афин. Является административным центром одноимённой общины и периферийной единицы Килкис в периферии Центральная Македония. Население 22 914 жителей по переписи 2011 года. Основной отраслью экономики долгое время было сельское хозяйство. Хотя с недавних пор идет бурное развитие промышленности региона. В городе находится кафедра Полианийской и Килкисийской митрополии.
Одноимённый ном был создан в 1934 году (ΦΕΚ 341Α) и упразднён в 2010 году по программе «Калликратис».

## История

### Античность
Город получил своё имя от римской колонии I века до н. э. Калликум (лат. Callicum, Gallicum). Калликум звалось кожаное решето, которым добывалось золото из реки Галикос. Калликум находился на месте сегодняшнего пригорода Колхис, где находятся раскопки римского и раннехристианского периода.

### Византия
С переходом жителей в христианство, образуется епископия Калликос.
После VI века здесь интенсивно селятся южные славяне болгарской группы. Болгарские славяне называют города Кукуш. В начале X века район Кукуша отходит к Болгарии. Многие его жители переселяются в южно-итальянскую Калабрию, которая тогда была в составе Византии, и основывают там город Галличано, жители которого по сегодняшний день помнят своё происхождение из Калликон Македонии и хранят своё греческое самосознание и традиции.
Из-за разрушений X века епископия Калликон была закрыта. Сегодняшний город был построен на сегодняшнем месте, после 1014 года, когда император Василий II разгромил болгарскую армию царя Самуила..

### Османское господство
Кукуш становится снова торгово-сельскохозяйственным центром в XVII веке. Упоминается под именем Килкиси в греческом церковном кодексе 1732 года и под славянскими названиями Кукуш и Кукош в Хилендарском кодексе из первой половины XVII века, как деревня. Церковь Св. Георгия была построена в 1830 году и расписана иконописцами Георгиосом из Халастры и Эммануилом из Яницы.
В XIX веке Кукуш, который был центром административной единицы — казы (Авретхисарская или Кукушкая), почти чисто болгарский город. В «Этнографии вилайетов Адрианополь, Монастир и Салониках», опубликованной в Константинополе в 1878 году, отражающая демографической статистики 1873 года, Кукуш (Coucouche) обозначен как город с 1170 хозяйств и 155 жителей мусульман, 5325 болгар и 40 цыган.
Болгары составляли большинство христианского населения района Кукуша (Аврет-Хисар, Αβρέτ Χισάρ ή Αβρέτ Ισάρ, тур. Avret Hisar), как пишет в своем донесении британский консул в Салониках Джон Иладжа Блант (Sir John Elijah Blunt, 1832—1916), 8 декабря 1888 года.
В 1857 году, в эпоху Болгарского возрождения в Кукуше была открыта болгарская школа, где преподавал известный педагог и фольклорист Димитр Миладинов. Из-за прогреческой националистической политики Константинопольской патриаршии часть болгарского населения Кукуша приняла унии. Другая часть населения города остается в лоне православия и принимает активное участие в борьбе за создание Болгарского Экзархата (1870). В город действует и болгарский муниципалитет, который в 1878 году поддерживал призыв других болгарских муниципалитетов в Македонию для включения в болгарское государство.
В конце XIX — начале XX веков в находящейся еще под османским контролем, Македонии развернулась борьба между греческим и болгарским населением за контроль над регионом в видимой перспективе раздела Османской империи балканскими государствами. Турецкие власти успешно манипулировали этой конфронтацией. Кукуш стал центром болгарских комитетов и четников. В борьбе ВМОРО за автономию Македонии, кроме православных болгар, были вовлечены и болгары-униаты из Кукушкой казы.

### Балканские войны

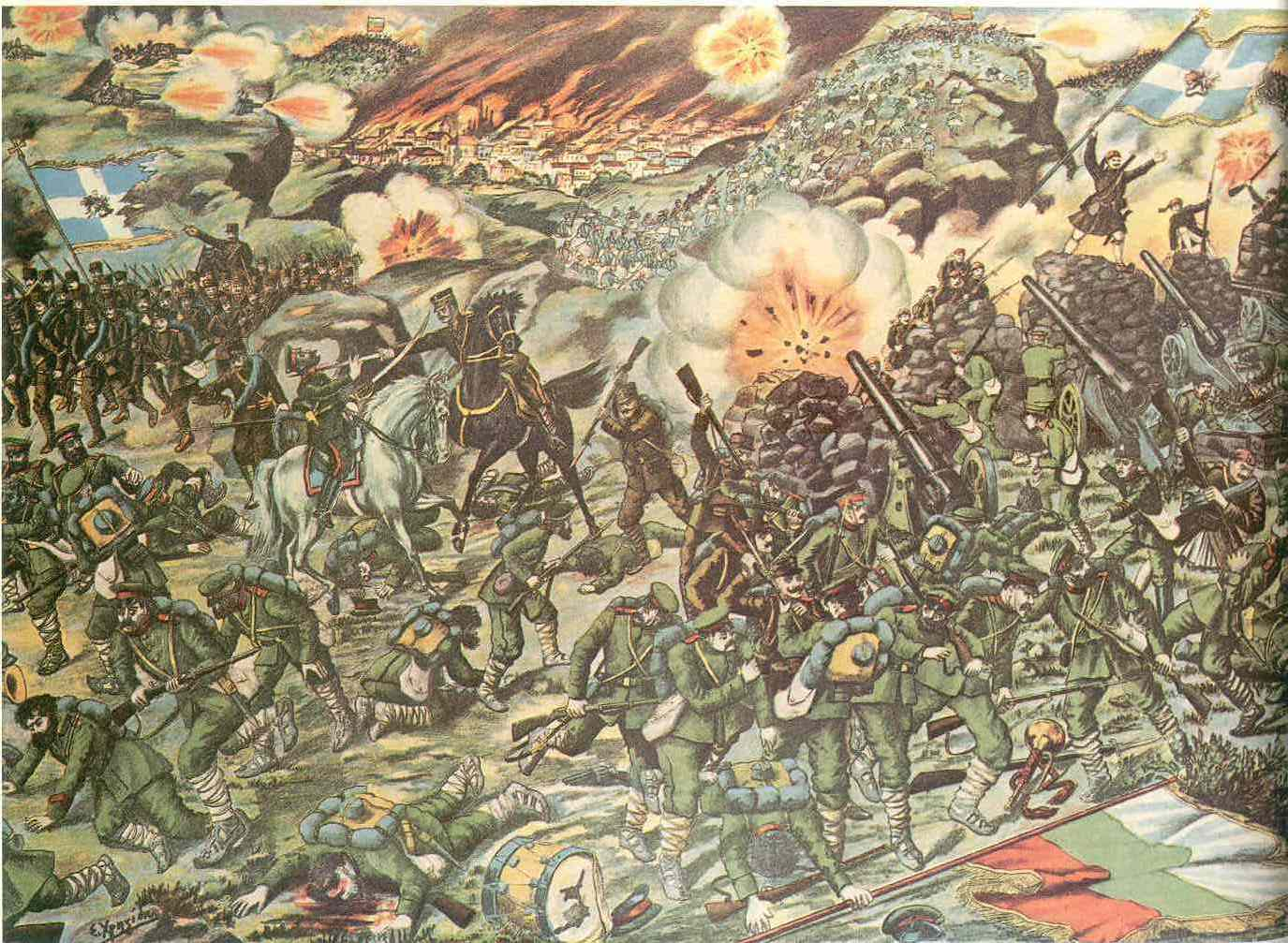
Литография Сотириса Христидиса, изображающая битву под Килкисом

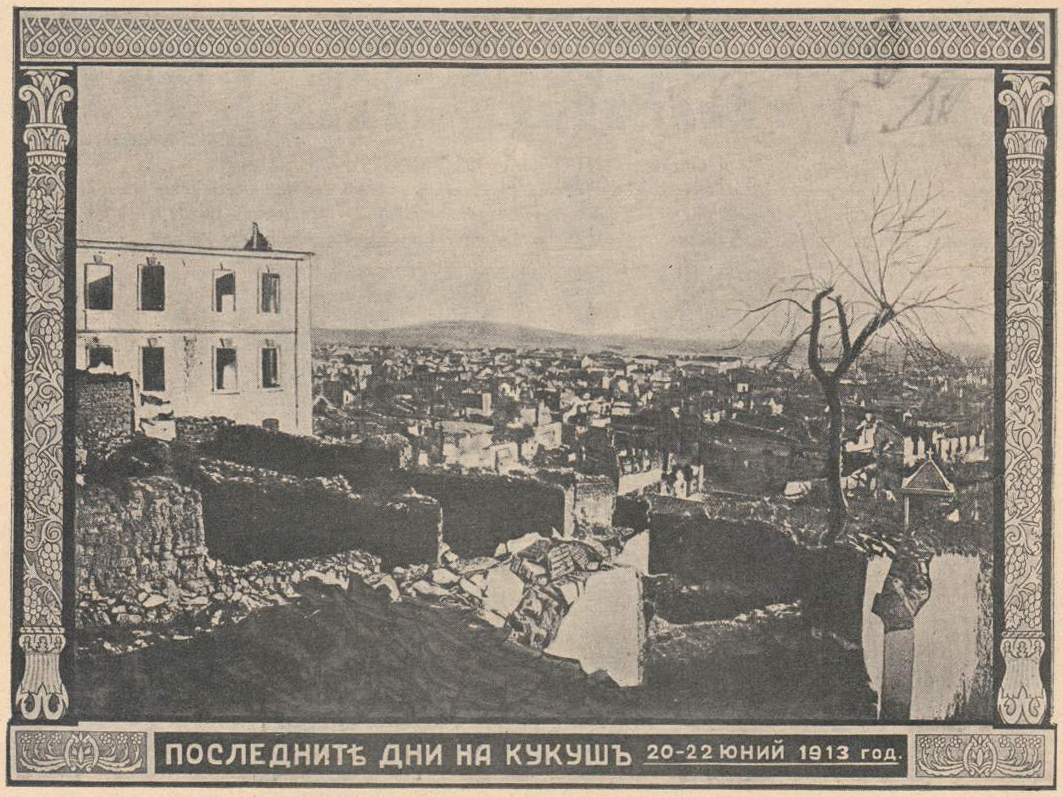
Руины Килкиса. 20—22 июня 1912 года. Болгарская фотография

В 1912 году союз балканских государств Черногории, Сербии, Болгарии и Греции начал военные действия против дряхлеющей Османской империи. Это была Первая балканская война. В октябре 1912 года Кукуш был освобожден волонтерским отрядом Тодора Александрова, которой передал его наступающим болгарским войскам. Но Болгария осталась неудовлетворенной вырисовывающейся геополитической картой после окончания войны и отказа Сербии соблюдать болгарско-сербского договора. Переоценив свои силы, Болгария решила перекроить карту на своё усмотрение и начала военные действия в 1913 году против своих бывших союзников, Сербии и Греции. Это была Вторая балканская война. Болгарская армия прежде всего направила свою атаку против сербов и вынудила их отойти за реку Вардар. Но греческая армия не стала обороняться и перешла в наступление.
В 1913 году неподалёку произошла «битва под Килкисом».
После трёхдневных боев в районе Килкис — Лахана, 19—21 июня, Килкис был занят греческой армией. Обе стороны понесли тяжелые потери. Греческая армия потеряла 8652 человек, болгарская 7 тыс. В ходе боев город был практически разрушен греками, местные болгары (согласно Докладу Комиссии Карнеги) были подвергнуты жестоким репрессиям со стороны победителей. Одновременно город начали покидать его болгарские жители. В общей сложности город покинули 7 тыс. болгар и взамен в городе поселились греки-переселенцы из Болгарии, из Стромницы и Гевгелии, оставшимся на сербской, в дальнейшем югославской территории. Переселенцев из Стромницы было так много, что первоначально город стали называть Новая Стромница.

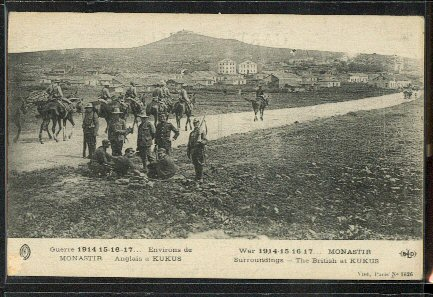
Британские солдаты в Килкисе. Первая мировая война.

В 1923 году, после малоазийского похода греческой армии и малоазийской катастрофы, кемалистская Турция навязала Греции насильственный обмен населением. В номе Килкис, в села, оставленные турками и болгарами, поселились беженцы из Малой Азии, Восточной Румелии и Понта. Некоторая часть этих беженцев постепенно стала оседать и в городе Килкис.

### Вторая мировая война
В ходе войны Греция подверглась тройной германо-итало-болгарской оккупации. Болгарии как союзнице гитлеровской Германии была предоставлена возможность вернуть себе обратно территорию. Килкис первоначально был в германской зоне оккупации, но в 1943 г. германское командование, с целью освобождения своих войск для отправки на Восточный фронт, предоставило возможность болгарам расширить болгарскую зону оккупации. На протяжении всего периода оккупации вокруг города против немцев и болгар действовали партизаны 13-го полка Народно-освободительной армии Греции (ЭЛАС).
К концу оккупации, когда немцы стали покидать Грецию, в приграничном Килкисе сконцентрировались остатки коллаборационистов со всей Греции, отказывавшихся сдаться партизанам ЭЛАС и ожидавших прибытия англичан.
4 ноября 1944 г. 13-й полк ЭЛАС, при поддержке кавалерийского корпуса ЭЛАС из Фессалии, атаковал город. Килкис был освобождён, но в бою погибло 150 бойцов ЭЛАС.
13-й полк продолжил боевые действия, участвуя в захвате от болгар городов Драма и Серре.

## Экономика и транспорт
В Киликисе расположена штаб-квартира компании Alumil S.A.
В городе находится железнодорожная станция «Килкис» на линии Салоники — Александруполис. По западной окраине города проходит национальная дорога 65 Салоники — Аксьюполис.

## Музеи
- Военный музей (Килкис)

## Международный фестиваль
Каждый год, в сентябре, в городе проходит международный фестиваль кукольного театра и пантомимы.

## Сообщество Килкис
Сообщество создано в 1918 году (ΦΕΚ 152Α). В общинное сообщество входят семь населённых пунктов. Население 24 274 жителя по переписи 2011 года. Площадь 110,23 квадратного километра.
| Населённый пункт | Население (2011), человек |
| ---------------- | ------------------------- |
| Арьируполис      | 423                       |
| Захаратон        | 196                       |
| Килкис           | 22 914                    |
| Колхис           | 81                        |
| Металикон        | 386                       |
| Ксировриси       | 171                       |
| Севастон         | 103                       |

## Население
| Год  | Население, человек |
| ---- | ------------------ |
| 1991 | 12 276             |
| 2001 | 17 744             |
| 2011 | ↗ 22 914           |